# Astragalus sarytavicus
Astragalus sarytavicus är en ärtväxtart som beskrevs av Mikhail Grigoríevič Popov. Astragalus sarytavicus ingår i släktet vedlar, och familjen ärtväxter. Inga underarter finns listade i Catalogue of Life.